# 香港玉凤花
香港玉凤花（学名：Habenaria coultousii），为兰科玉凤花属下的一个植物种。